# Agasanahundi, Heggadadevankote
Agasanahundi là một làng thuộc tehsil Heggadadevankote, huyện Mysore, bang Karnataka, Ấn Độ.